# Sulfato de hidrógeno
El sulfato de hidrógeno, también conocido como bisulfato, es un ion. Su fórmula química es HSO4-. Se forma como parte del ácido sulfúrico, H2SO4.
Los compuestos químicos que contienen este ion se conocen como bisulfatos o sulfatos de hidrógeno. Un ejemplo sería el bisulfato de sodio. Los sulfatos de hidrógeno son ácidos. Se pueden usar como una forma más débil de ácido que el ácido sulfúrico. Es una sal de ácido sulfúrico. En estos compuestos, el ácido sulfúrico es deprotonado una vez. En el ion sulfato, se desprotona dos veces.